# Дон, Карен
Карен Дон (англ. Karen Dawn) — защитник прав и благополучия животных, писатель.

## Биография
Карен Дон родилась в США, росла и училась в Австралии. Окончила Университет Нового Южного Уэльса по специальности «психология».
Получила первый опыт работы в СМИ в качестве автора национального австралийского новостного телешоу The 7.30 Report на ABC. Движимая интересом к музыке, переехала в Нью-Йорк, где в начале 1990-х годов проявила себя как автор и исполнитель песен.

## Защита животных
Дон выступает на национальных конференциях по правам животных, ежегодной конференции «Taking Action for Animals» в Вашингтоне и в эфире ведущих телеканалов по связанным с животными вопросам, а также является популярным оратором в колледжах.
В 1999 году Дон создала DawnWatch.com лист с целью поддержки активистов прав животных и взаимодействия со СМИ.
Была приглашена в комитет премии Genesis Awards, где проработала с 2001 по 2004 год. В 2006 году она вернулась в Genesis Awards в качестве консультанта.
Добивалась освещения в СМИ судьбы животных, пострадавших в урагане Катрина, её статья «Best Friends Need Shelter, Too» была опубликована в The Washington Post. Позже, в интервью New York Times она также рассказала, что многие СМИ игнорируют бедствие животных вследствие урагана. Год спустя она приняла участие в прямом эфире программы Washington Post Radio, посвященной пострадавшим в урагане Катрина животным и необходимости изменения политики отношения к животным в таких ситуациях и обеспечения готовности к стихийным бедствиям.
Дон была официальным пресс-секретарем Proposition 2 — избирательной инициативы, изменившей стандарты содержания животных.
17 мая 2008 года Карен Дон была представлена к награде Outstanding Activist for Farm Animals Award.

### Защита питбулей
Дон полностью поддерживает необходимость принятия законодательства, предусматривающего стерилизацию питбулей, но выступает категорически против любых запретов самой породы.

## Радио
Карен Дон освещает связанные с животными вопросы в ток-шоу на радиостанциях Houston’s Pacifica station, KPFT и Los Angeles Pacifica station, KPFK.

## Публикации
Среди изданий, публикующих статьи Дон — The Washington Post, Los Angeles Times, Newsday, Guardian. Она принимала участие в создании антологии Terrorists or freedom fighters?: reflections on the liberation of animals Стивена Беста и In defense of animals: the second wave Питера Сингера
Первая собственная книга Дон Thanking the Monkey: Rethinking the Way We Treat Animal была опубликована в мае 2008 года. Дон популяризирует права животных в оптимистичном и дружелюбном стиле, заявляя: «Нет причин, по которым права животных не могли бы быть позитивны и привлекательны».
Washington Post назвала Thanking the Monkey одной из «лучших книг 2008 года».

### Книги
- Thanking the Monkey: Rethinking the Way We Treat Animals Harper Paperbacks, 2008. ISBN 0-06-135185-7

### Некоторые статьи
- The choice isn’t seals or people. Los Angeles Times. December 4, 2007.
- Tale of a Turkey who Changed Thanksgiving. Washington Post Radio. Aired November 23, 2006.
- Got milk? You’ve got problems. Los Angeles Times. August 13, 2005.
- Gandhi’s way won’t do: Animal rights activists do not want to resort to violence but many see it as the only option. The Guardian. September 6, 2004.
- Commentary; Echoes of Abu Ghraib in Chicken Slaughterhouse. With Peter Singer. Los Angeles Times. July 25, 2004.
- When Slaughter Makes Sense. With Peter Singer. New York Newsday. February 8, 2004.
- Back at the Ranch, a Horror Story. With Peter Singer. Los Angeles Times. December 1, 2003.
- There Should Be No Room for Cruelty to Livestock. With Peter Singer. Los Angeles Times. June 8, 2003.